# Cry (Godley & Creme)
Cry is een nummer van het Britse duo Godley & Creme uit 1985. Het is verschenen op het album The History Mix Volume 1.
Het nummer viel op door een voor die tijd innovatieve videoclip, waarin diverse gezichten in elkaar overlopen (Morphing-techniek).
Het duo Kevin Godley en Lol Creme wordt succesvol als videoclipmakers, ze hebben video’s geregisseerd voor diverse bekende artiesten.
Cry wordt ook gebruikt in de game GTA IV op Liberty Rock Radio.

## Hitnoteringen
| Cry in de Nederlandse Top 40 -- binnen: 20 april 1985 | Cry in de Nederlandse Top 40 -- binnen: 20 april 1985 | Cry in de Nederlandse Top 40 -- binnen: 20 april 1985 | Cry in de Nederlandse Top 40 -- binnen: 20 april 1985 | Cry in de Nederlandse Top 40 -- binnen: 20 april 1985 | Cry in de Nederlandse Top 40 -- binnen: 20 april 1985 | Cry in de Nederlandse Top 40 -- binnen: 20 april 1985 | Cry in de Nederlandse Top 40 -- binnen: 20 april 1985 | Cry in de Nederlandse Top 40 -- binnen: 20 april 1985 | Cry in de Nederlandse Top 40 -- binnen: 20 april 1985 | Cry in de Nederlandse Top 40 -- binnen: 20 april 1985 | Cry in de Nederlandse Top 40 -- binnen: 20 april 1985 |
| Week                                                  | 16                                                    | 17                                                    | 18                                                    | 19                                                    | 20                                                    | 21                                                    | 22                                                    | 23                                                    | 24                                                    | 25                                                    |                                                       |
| ----------------------------------------------------- | ----------------------------------------------------- | ----------------------------------------------------- | ----------------------------------------------------- | ----------------------------------------------------- | ----------------------------------------------------- | ----------------------------------------------------- | ----------------------------------------------------- | ----------------------------------------------------- | ----------------------------------------------------- | ----------------------------------------------------- | ----------------------------------------------------- |
| Positie                                               | 33                                                    | 24                                                    | 19                                                    | 14                                                    | 10                                                    | 8                                                     | 9                                                     | 17                                                    | 21                                                    | 35                                                    | uit                                                   |

| Cry in de Nederlandse Single Top 100 -- binnen: 20-04-1985 | Cry in de Nederlandse Single Top 100 -- binnen: 20-04-1985 | Cry in de Nederlandse Single Top 100 -- binnen: 20-04-1985 | Cry in de Nederlandse Single Top 100 -- binnen: 20-04-1985 | Cry in de Nederlandse Single Top 100 -- binnen: 20-04-1985 | Cry in de Nederlandse Single Top 100 -- binnen: 20-04-1985 | Cry in de Nederlandse Single Top 100 -- binnen: 20-04-1985 | Cry in de Nederlandse Single Top 100 -- binnen: 20-04-1985 | Cry in de Nederlandse Single Top 100 -- binnen: 20-04-1985 | Cry in de Nederlandse Single Top 100 -- binnen: 20-04-1985 |
| Week                                                       | 16                                                         | 17                                                         | 18                                                         | 19                                                         | 20                                                         | 21                                                         | 22                                                         | 23                                                         |                                                            |
| ---------------------------------------------------------- | ---------------------------------------------------------- | ---------------------------------------------------------- | ---------------------------------------------------------- | ---------------------------------------------------------- | ---------------------------------------------------------- | ---------------------------------------------------------- | ---------------------------------------------------------- | ---------------------------------------------------------- | ---------------------------------------------------------- |
| Positie                                                    | 30                                                         | 19                                                         | 13                                                         | 19                                                         | 25                                                         | 29                                                         | 34                                                         | 43                                                         | uit                                                        |

### NPO Radio 2 Top 2000
| Nummer met noteringen in de NPO Radio 2 Top 2000 | '99  | '00 | '01  | '02  | '03  | '04  |
| ------------------------------------------------ | ---- | --- | ---- | ---- | ---- | ---- |
| Cry                                              | 1393 | -   | 1596 | 1727 | 1833 | 1916 |

1. ↑  Een '-' betekent dat het nummer niet was genoteerd en een vetgedrukt getal geeft de hoogste notering aan.
2. ↑  Deze tabel is bijgewerkt tot en met de laatste editie (2024).